# Jesús Iribarren Rodríguez
Jesús Iribarren Rodríguez (Villarreal de Álava, 10 de abril de 1912-Vitoria, 14 de octubre de 2000) fue un sacerdote español. Fundador de la Oficina Estadística de la Iglesia Católica (1952-1962), secretario general de la Conferencia Episcopal Española (1977-1982) y Director de la revista Ecclesia (1942-1954).

## Biografía
Nacido en la localidad alavesa de Villareal. Su abuelo, Fructuoso Rodríguez, que había sido maestro, se encargó de su educación primaria, y la de sus hermanos. Tras concluir sus estudios en el seminario de Vitoria, realizó sus estudios eclesiásticos en la Universidad Pontificia de Comillas (1923-1929), donde fue alumno del jesuita Manuel García Nieto, cuya causa de beatificación se inició en 1990. En la misma Universidad realizó el doctorado en Filosofía (1932) y la Licenciatura en Teología (1936).
Durante la Guerra civil española, Iribarren fue ordenado sacerdote junto con su compañero Clemente Yurramendi, por el obispo de Vitoria Mateo Múgica, el 19 de septiembre de 1936 en el palacio episcopal de Vitoria. Incorporado al ejército en el reemplazo de ese año, junto al resto de su quinta, al concluir la campaña del norte con la conquista de Gijón (Asturias), se trasladó al seminario de Vergara (diciembre de 1937) como profesor. Al año siguiente se instaló en Vitoria, para impartir clases de Cosmología e Historia de la Filosofía en el seminario de Vitoria (1938-1941).
El secretario general de Acción Católica, Zacarías de Vizcarra le pidió (febrero de 1941) su ayuda en Madrid, y Jesús Iribarren se trasladó allí como director de la revista Ecclesia (1942-1954). En la capital de España, Iribarren ocupó diversos cargos y encargos, entre los que destacan: organizador y primer director de la Oficina Estadística de la Iglesia de España (1952-1962), colaborador en la organización del pabellón del Vaticano en la Exposición General de primera categoría de Bruselas (1958), miembro del Consejo Nacional de Educación, delegado por España al Congreso de la Prensa Católica (Lima,1959), coordinador del Congreso de Prensa Católica (Santander, 1960), y promotor de las Guías de la Iglesia en España (1954).
También desarrolló una intensa actividad periodística, primero como editorialista del diario madrileño Ya, y después como miembro de su Consejo de Redacción y de la Editorial Católica (Edica) (1962-1982). Además durante el Concilio Vaticano II, el arzobispo Casimiro Morcillo le nombró Director de la Oficina Española para la Información del Concilio ecuménico. Años después, fue nombrado secretario general de la Unión Católica Internacional de la Prensa (1968-1972), por lo que se trasladó a París. Desde la ciudad del Sena, realizó diversos viajes al capitales europeas que se encontraban al otro lado del muro de Berlín: Berlín, Budapest, Moscú o Varsovia; y dirigió las revistas Journalistes Catholiques y Lettres de Secretariat.
Fue consultor del Pontificio Consejo para las Comunicaciones Sociales.
Regresó a Madrid, al ser nombrado secretario general de la Conferencia Episcopal Española (1977-1982). Durante esos años vivió la aprobación de la Constitución española (1978), la elaboración de los acuerdos concordatarios entre el Estado español y la Santa Sede (1979), la crispación anticlerical, la inauguración de la nueva sede de la Conferencia Episcopal española, en la madrileña calle de Añastro, y la preparación del primer viaje apostólico de Juan Pablo II a España (1982).
Iribarren falleció en la residencia de las Hermanitas de los Pobres de Vitoria el 14 de octubre de 2000, a los 88 años.

## Distinciones
- Prelado de honor de Su Santidad (1959), otorgado por el Papa Juan XXIII.[6]
- Caballero de la Orden de la Corona de Bélgica.